# Autophila obscurata
Autophila obscurata là một loài bướm đêm trong họ Erebidae.